# 4248 Ranald
4248 Ranald је астероид главног астероидног појаса са средњом удаљеношћу од Сунца која износи 2,305 астрономских јединица (АЈ).
Апсолутна магнитуда астероида је 14,3.